# Zutphen (gemeente)
Zutphen (uitspraakⓘ) is een gemeente in de Nederlandse provincie Gelderland, genoemd naar de hoofdplaats, de stad Zutphen. De gemeente heeft 48.752 inwoners (22 november 2024, bron: CBS).
Op 1 januari 2005 is de voormalige naastgelegen gemeente Warnsveld gefuseerd met Zutphen.

## Geografie

### Topografie
De gemeente ligt in het noordoosten van de provincie Gelderland. Zutphen is onderdeel van de Stedendriehoek, een samenwerkingsverband tussen acht gemeentes, genoemd naar de (provincieoverstijgende) stedendriehoek Apeldoorn-Deventer-Zutphen.
Topografisch kaartbeeld van de gemeente Zutphen, per september 2023. Klik op de kaart voor een vergroting.

### Aangrenzende gemeenten
| Aangrenzende gemeenten | Aangrenzende gemeenten | Aangrenzende gemeenten | Aangrenzende gemeenten | Aangrenzende gemeenten |
| ---------------------- | ---------------------- | ---------------------- | ---------------------- | ---------------------- |
| Voorst                 |                        |                        |                        | Lochem                 |
|                        |                        |                        |                        |                        |
|                        |                        |                        |                        |                        |
|                        |                        |                        |                        |                        |
| Brummen                |                        | Bronckhorst            |                        |                        |

## Cultuur

### Monumenten
De gemeente Zutphen telt het grootst aantal rijks- en gemeentelijke monumenten van de provincie Gelderland. Het zijn er bij elkaar ruim 900. Op het gebied van de archeologie en de monumentenzorg werkt de gemeente Zutphen samen met de gemeente Doesburg. Zie voor Zutphen:
- Lijst van rijksmonumenten in Zutphen (gemeente)
- Lijst van gemeentelijke monumenten in Zutphen (gemeente)
- Lijst van oorlogsmonumenten in Zutphen

### Kunst in de openbare ruimte
In de gemeente zijn diverse beelden, sculpturen en objecten geplaatst in de openbare ruimte, zie:
- Lijst van beelden in Zutphen

## Politiek en bestuur

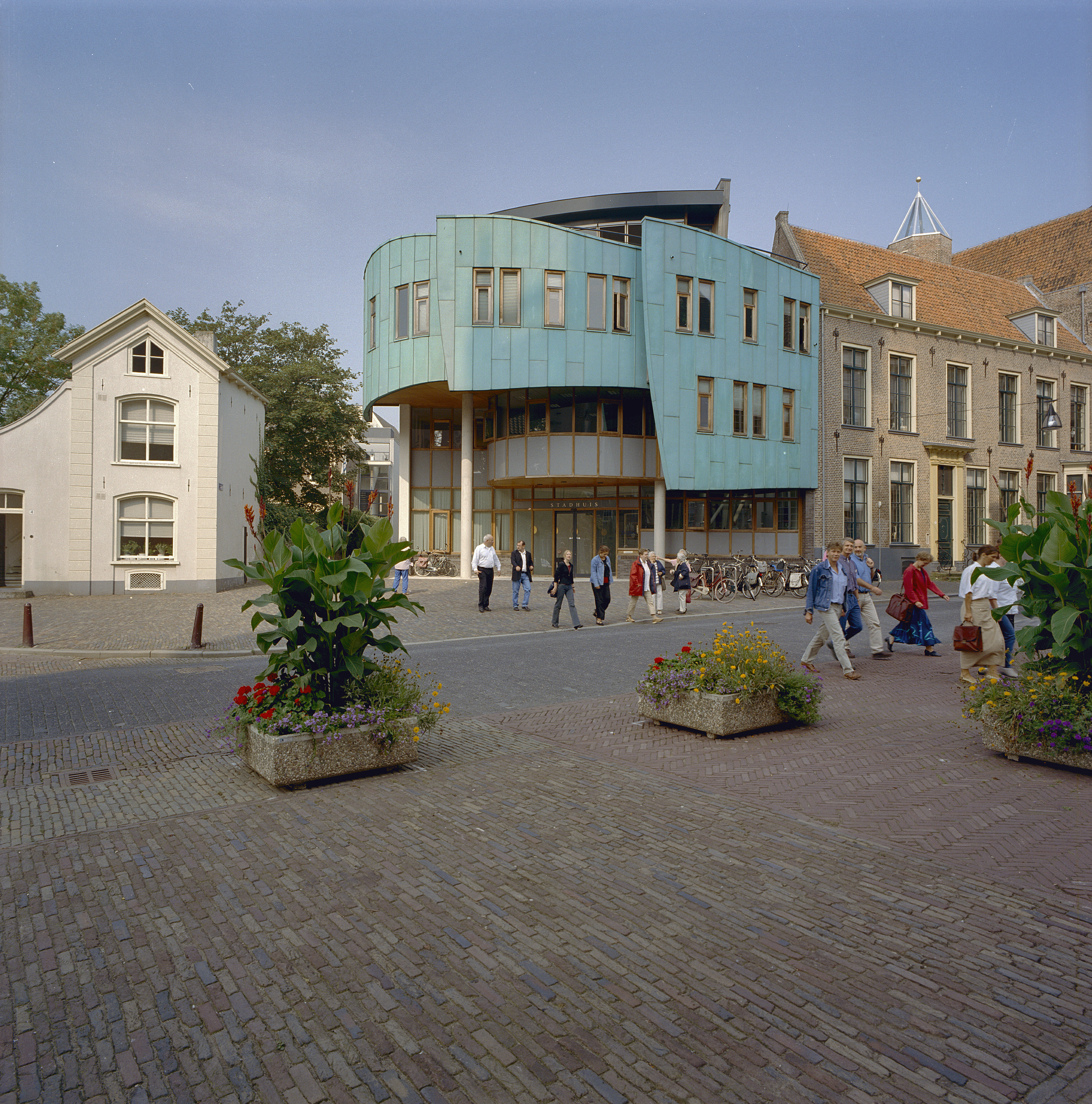
Stadhuis (nieuwe vestiging)

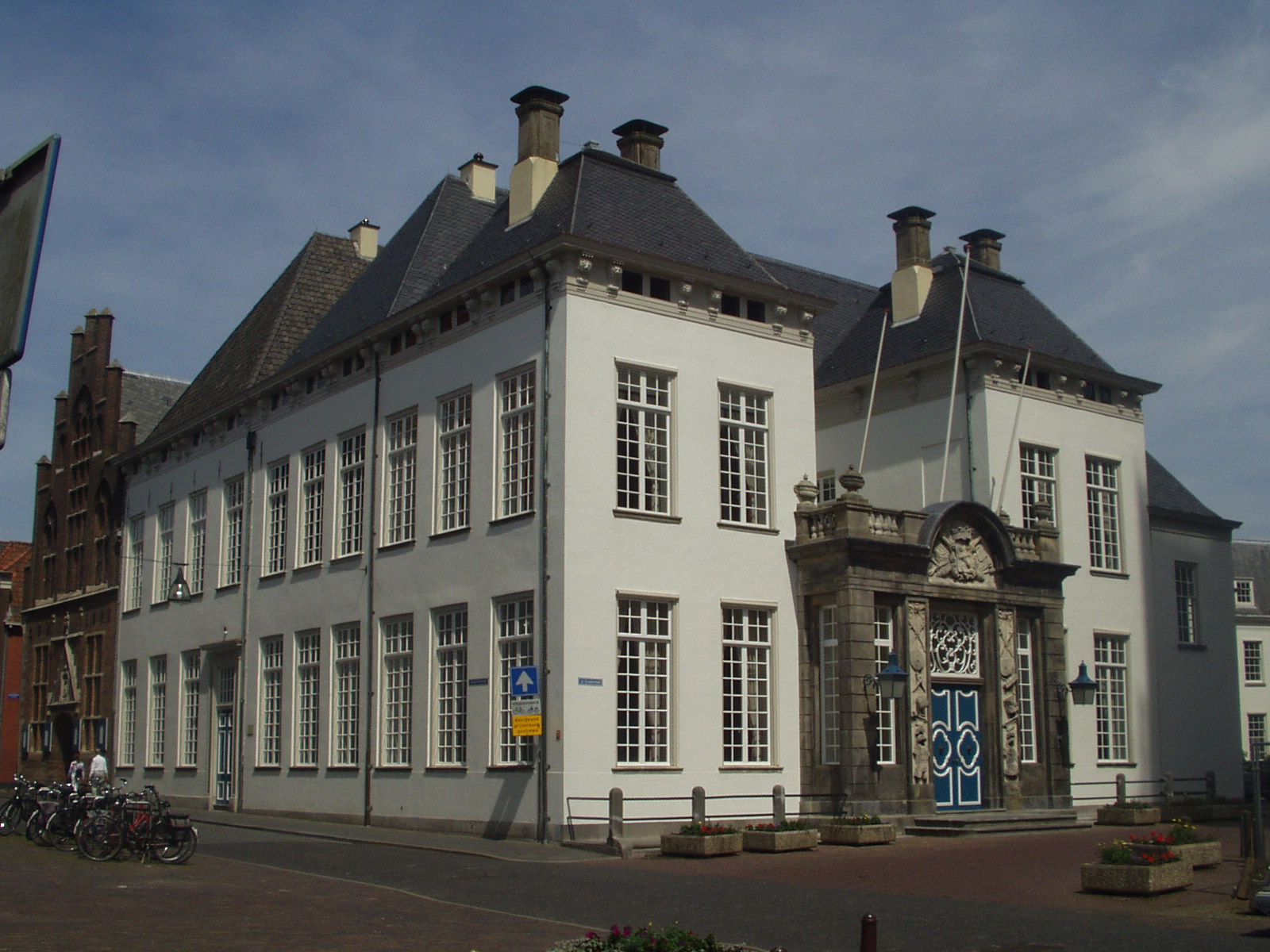
Stadhuis (oude vestiging)

### Gemeenteraad
De gemeenteraad van Zutphen bestaat uit 29 zetels. Hieronder de behaalde zetels per partij bij de gemeenteraadsverkiezingen sinds 2004:
| Gemeenteraadszetels           | Gemeenteraadszetels | Gemeenteraadszetels | Gemeenteraadszetels | Gemeenteraadszetels | Gemeenteraadszetels |
| Partij                        | 2004                | 2010                | 2014                | 2018                | 2022                |
| ----------------------------- | ------------------- | ------------------- | ------------------- | ------------------- | ------------------- |
| GroenLinks                    | 3                   | 3                   | 3                   | 5                   | 5                   |
| Burgerbelang                  | -                   | 2                   | 5                   | 4                   | 4                   |
| PvdA                          | 8                   | 6                   | 3                   | 4                   | 4                   |
| D66                           | 2                   | 3                   | 4                   | 3                   | 3                   |
| VVD                           | 4                   | 4                   | 3                   | 3                   | 3                   |
| SP                            | 3                   | 2                   | 5                   | 4                   | 3                   |
| Partij voor de Dieren         | -                   | -                   | -                   | -                   | 2                   |
| Kies Bewust Lokaal[*]         | -                   | -                   | -                   | 1                   | 2                   |
| Stadspartij Zutphen-Warnsveld | 4                   | 6                   | 3                   | 2                   | 1                   |
| CDA                           | 4                   | 2                   | 2                   | 2                   | 1                   |
| ChristenUnie                  | 1                   | 1                   | 1                   | 1                   | 1                   |
| Totaal                        | 29                  | 29                  | 29                  | 29                  | 29                  |

Vetgedrukt: In deze raadsperiode deelgenomen aan het college van burgemeester en wethouders.
Kies Bewust Lokaal is een fusie tussen ex-burgerbelang raadslid Petra Ackermans en de partij "Bewust Zutphen-Warnsveld", die in 2018 aan de gemeenteraadsverkiezingen meedeed.

### College van burgemeesters en wethouders
Sinds het einde van de tweede wereldoorlog neemt de Partij van de Arbeid in elk college deel, ook GroenLinks neemt al een zeer lange tijd onafgebroken deel aan het college.

#### 2022-2026
Het college van burgemeesters en wethouders van de periode 2022-2026 wordt gevormd door een coalitie van GroenLinks, Burgerbelang, PvdA en D66 (16 van de 29 zetels in de gemeenteraad). 
De voorzitter van het college van B en W is:
- Annemieke Vermeulen (VVD, was burgemeester tot 23 december 2022)[2]
- Wimar Jaeger (D66, is waarnemend burgemeester sinds 1 februari 2023, burgemeester sinds mei 2025)[2]

De wethouders (4) zijn:
- Eva Boswinkel (GL)[3]
- Rick Verschure (Burgerbelang)[4]
- Jasper Bloem (PvdA)[5]
- Sjoerd Wannet (D66)[6]

#### 2018-2022
Het college van burgemeesters en wethouders van de periode 2018-2022 werd gevormd door een coalitie van GroenLinks, SP, PvdA en VVD (16 van de 29 zetels in de gemeenteraad).
De voorzitter van het college van B en W was:
- Annemieke Vermeulen sinds 12 juli 2018 (VVD)[7].

De wethouders (4) waren:
- Harry Matser (GL) (trad op 1 juni 2021 af als wethouder en werd in zijn functie opgevolgd door partijgenoot Eva Boswinkel)[8]
- Mathijs ten Broeke (SP).[9]
- Laura Werger (VVD)[10]

- Annelies de Jonge (PvdA) was eerder ook wethouder in dit college, maar legde op 1 februari 2022 haar functie neer om te werken bij een onderwijsadviesbureau.[11]

#### 2014-2018
Het college van burgemeesters en wethouders van de periode 2014-2018 bestond eerst uit een coalitie van SP, PvdA, GroenLinks, VVD, CDA/CU. Na het vertrekken van de SP uit de coalitie maakte ook de lokale partij burgerbelang deel uit van het stadsbestuur.
De voorzitter van het college van B en W was:
- Arnold Gerritsen (D66): Gerritsen legde op 1 februari 2016 zijn taak als burgemeester neer.
- Carry Abbenhues (PvdA): Vanaf 1 februari 2016 tot 23 december 2016 was Abbenhues waarnemend burgemeester van de gemeente Zutphen.
- Annemieke Vermeulen (VVD): Op 23 december 2016 werd zij benoemd als burgemeester van Zutphen.

De wethouders waren:
- Annelies de Jonge (PvdA)
- Coby Pennings (CDA) (ook namens de fractie van de ChristenUnie)
- Patricia Withagen (GroenLinks)
- Engbert Gründemann (SP) de wethouder en partij vertrok later uit het College en maakte plaats voor René Sueters (Burgerbelang).
- Oege Bosch (VVD)

#### 2010- 2014
Het college van burgemeesters en wethouders van de periode 2010-2014 bestond uit een coalitie van PVDA, Stadspartij, GroenLinks en D66.
De voorzitter van het college van B en W was:
- Arnold Gerritsen (D66), burgemeester.

De wethouders waren:
- Rik de Lange (PvdA), werd in 2013 wegens benoeming als burgemeester in Duiven vervangen door Annelies de Jonge (PvdA).

- Hans la Rose (stadspartij)
- Patricia Withagen (GroenLinks)
- Eri Willeumier (D66)

#### 2005-2010
Het college van burgemeesters en wethouders van de raadsperiode 2005-2010 (1 jaar eerder wegens herindelingsverkiezingen door fusie met de nabijgelegen gemeente Warnsveld.
Het college bestond uit een coalitie van PvdA, CDA, GroenLinks en VVD.
De voorzitter van het college van B en W was:
- Arnold Gerritsen (D66), burgemeester.

De wethouders waren:
- Willem Geerken (PvdA)
- Rik de Lange (PvdA)
- Adriaan van Oosten (CDA)
- Marieke Schriks (VVD)
- Kees Luesink (GroenLinks): vertrok als wethouder in 2008, had geen opvolger.

### Landelijke verkiezingsuitslagen
Historisch doen linkse en progressieve partijen het electoraal goed in Zutphen. Bij de Tweede Kamerverkiezingen van 2021 stemde maar liefst 53,6% op een partij met een progressieve inslag (D66, PvdA, GroenLinks, SP, Partij voor de Dieren, Volt, Denk en BIJ1). Veel meer dan de rest van Nederland.
De grootste partijen bij de afgelopen vijf verkiezingen zijn als volgt:
2021: Democraten 66
2017: Volkspartij voor Vrijheid en Democratie
2012: Partij van de Arbeid (Nederland)
2010: Partij van de Arbeid
2006: Partij van de Arbeid.

### Stedenbanden
Zutphen had tot augustus 2018 jumelages met de volgende steden:
- Horstmar (Duitsland), sinds 1991 (overgenomen van de voormalige gemeente Warnsveld)
- Satu Mare (Roemenië), sinds 1972
- Shrewsbury (Verenigd Koninkrijk), sinds 1977

Voorts is er sinds 1986 een vriendschapsband met Villa Sandino (Nicaragua). Tussen 1990 en 2016 bestond er ook een stedenband met Tartu (Estland).

### Regionale samenwerking
Sinds 2001 vormt Zutphen tezamen met de Gelderse gemeenten Apeldoorn, Brummen, Epe, Lochem en Voorst en de Overijsselse gemeente Deventer het samenwerkingsverband Stedendriehoek of Cleantech-regio. Dit regionale samenwerkingsverband heeft als doel om in 2030 energieneutraal te zijn en ontwikkelt gezamenlijk beleid op fysiek (ruimtelijke ordening, wonen, verkeer en dergelijke), economisch en sociaal gebied.

## Bestuurlijke indeling
De gemeente Zutphen heeft de indeling van de stad in wijken gewijzigd door wijken samen te voegen en andere namen te geven. Zo is de wijk 'Noordveen' ontstaan waaronder de gehele noordelijke stad met onder andere het Deventerwegkwartier en Voorsteralleekwartier vallen. Tussen het centrum en het dorp De Hoven ligt de rivier de IJssel; 

### Huidige wijkindeling

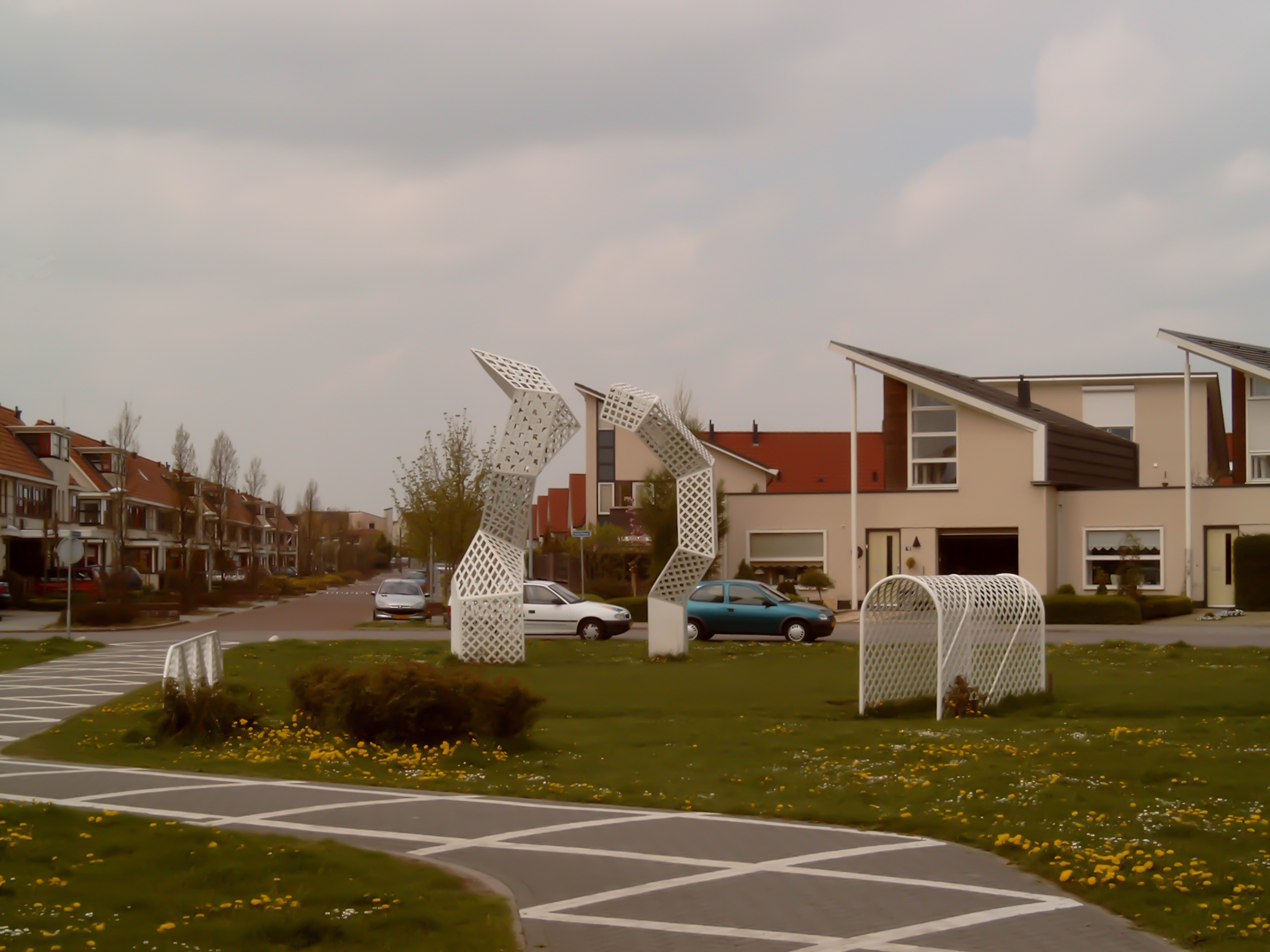
Leesten, een wijk in Zutphen.

### Huidige wijkindeling[14]
- Centrum
- Noordveen
- De Hoven
- Waterkwartier
- Zuidwijken
- Leesten
- Noorderhaven (Zutphen)

### Dorpskernen
- Warnsveld, voormalige zelfstandige gemeente, sinds 1 januari 2005 onderdeel van de Gemeente Zutphen, circa 9000 inwoners.

### Buurtschappen
- De Hoven, dorp aan de westzijde van de IJssel
- Bronsbergen, buurtschap ten zuiden van Zutphen op een rivierduinencomplex aan de IJssel
- Warken, buurtschap ten oosten van het dorp Warnsveld